# Sankt Hans Mølle
Sankt Hans Mølle (på tysk Johannismühle) er en hollandsk vindmølle beliggende i Sandbjerg i det sydøstlige Flensborg. Ved siden af møllen findes det gamle møllehus. Møllen blev opført i 1808 og fungerede frem til 1939. Møllens første ejer var klosterbestyrer Ricklef Ingwersen, mægler Andreas Boysen og købmand Hans Petersen-Schmidt, som også stod bag oprettelsen af Bjergmøllen i Nystaden. Møllen ejes i dag af Flensborg Kommune, som fredede møllen i 1971. Det lykkedes dog ikke at få liv i møllen igen. Møllevinger blev senere afmonteret. Møllens fremtid er usikker. Den er stærkt truet af forfald.
Byen havde tidligere 24 vand- og 30 vindmøller. Nu er kun Bjergmølle og Hansmølle tilbage. Sammen med den tidligere Kilseng grynmølle var Skt. Hans Mølle den eneste mølle på Flensborgs østlige skrænter.